# 索斯尼夫卡 (斯拉武塔區)
50°26′24″N 26°58′7″E / 50.44000°N 26.96861°E
索斯尼夫卡（烏克蘭語：Соснівка），是烏克蘭西部的村莊，隸屬赫梅利尼茨基州的舍佩蒂夫卡區。該村面積0.86平方公里，海拔高度218米，2001年人口213，人口密度每平方公里247.7人。